# Případ Roberta Prentice
Případ Roberta Prentice (v anglickém originále Who Killed Robert Prentice?) je detektivní román dvojice britských autorů Dennise Yeatse Wheatleyho a Josepha Glucksteina Linkse, který vyšel v roce 1937. Je to druhá kniha z jejich společné neortodoxní detektivní série Crime Dossiers (česky Policejní spisy) čítající ještě další tři díla: Murder Off Miami (1936), The Malinsay Massacre (1938) a Herewith the Clues! (1939).
Česky vyšla v roce 1939 v nakladatelství Rudolfa Kmocha. Z cyklu Crime Dossiers je to jediná kniha přeložená do češtiny (k roku 2023).
Děj románu se odehrává v časovém období od 12. prosince 1936 do 31. května 1937.

## Postavy
- Robert Prentice – zavražděný protagonista, londýnský obchodník a podnikatel v loďařství
- Suzanne L'Estrangeová – mladá sekretářka Roberta Prentice, doporučena slečnou Hogbinovou
- John Milton Hallows – poručík newyorské policie
- Cicela Prenticeová – manželka Roberta Prentice
- Nigel Seagrave – první manžel Cicely Prenticeové
- Alan Seagrave – syn Cicely Prenticeové z prvního manželství
- slečna Marie Hogbinová – dlouholetá sekretářka Roberta Prentice
- Nathaniel Smears – nevlastní bratr slečny Hogbinové, vedl v Paříži pobočku firmy Roberta Prentice
- H. E. Fry – vyšetřující koroner Jižního Sussexu
- James Hart – zástuce britské policie
- D. A. Russell – právní zástupce slečny Suzanne L'Estrangeové
- D'Arcy Paget – právní zástupce Cicely Prenticeové a Alana Seagrava
- seržant Page
- Samuel Tunney – bookmaker
- paní Emmelina Merryová – služebná ve vilce Whitedown
- Ronald Broughton – známý Alana Seagrava
- dr. Cecil Lomax – soudní lékař, stanovil dobu úmrtí oběti
- sir Martin Fraser – patolog, provedl pitvu oběti
- Alf – syn Emmeliny Merryové
- pan Jedder – zahradník slečny Hogbinové
- pan Broadbridge − věřitel Roberta Prentice, zapůjčil mu finance v době rozjezdu firmy
- Basil Bamber − obhájce Cicely Prenticeové
- Karel Prestlich – dánský lékárník pobývající v Londýně
- soudce Shottley
- Horton Walker – ředitel advokátní kanceláře zastupující záležitosti Roberta Prentice

## Děj
Na začátku knihy čtenáře informuje novinový článek ze soboty 12. prosince 1936 o příjezdu skupiny sedmi amerických detektivů na půdu Scotland Yardu, aby se zde seznámili s kriminalistickými metodami používanými ve Velké Británii. Jedním z detektivů je i poručík John Milton Hallows, jehož kontaktuje vdova po Robertu Prenticeovi Cicela s prosbou, zda by se nepokusil objasnit vraždu jejího manžela, která se udála 12. září ve víkendové vilce Whitedown. Britská policie konstatovala, že Robert Prentice zemřel po požití jedu, neexistují však důkazy, aby se dalo určit, kým byl podstrčen. Zdá se, že případ bude odložen. Poručík Hallows výzvu přijímá a zahajuje spolu se čtenářem pátrání.
Během vyšetřování upadne v podezření několik osob včetně bookmakera Samuela Tunneyho a Robertova nevlastního syna Alana Seagrava. Ovšem největší stín padl na slečnu Suzanne L'Estrangeovou, milenku Roberta Prentice. Zejména poté, co vyšlo najevo, že ji Prentice zahrnul do své závěti. Nicméně Hallows se dobere pravdy, když ukáže na jeho ženu Cicelu. Ta se dozvěděla o své sokyni v lásce – Suzanne L'Estrangeové a zjistila, že její postavení a finanční zajištění pro ni i syna Alana je v ohrožení. Svého muže otrávila strychninem. Odsouzení se však vyhne, když se sama vystaví do role podezřelé a je soudem osvobozena. Britský trestní zákoník neumožňuje, aby jednou osvobozená osoba byla opět obžalována ze stejného zločinu. 
V epilogu (podaném jako novinový článek v The Gazette) se čtenář dozví, že Cicela Prenticeová v květnu 1937 předčasně porodila chlapce a poté zemřela. Dítě, které mohlo být „důkazem“, že se s manželem setkala v době vraždy (ačkoli před soudem bylo řečeno, že žila jistou dobu u matky), zemřelo krátce po porodu.

## Forma

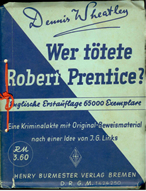
Německé vydání knihy z 30. let 20. století

Čtyři knihy ze série Crime Dossiers od Dennise Wheatleyho a Josepha G. Linkse byly ve 30. letech 20. století zcela originální novinkou v rámci detektivního žánru. Ačkoli již dříve existovaly detektivky typu „vyřeš si sám“, jako např. Baffle Books od Lassitera Wrena a Randla McKaye, Wheatley a Links posunuli tento formát o úroveň dále. Romány se staly velmi populární jak ve Velké Británii, tak i jinde ve světě a vyšly v dalších reedicích.
Atypické literární dílo je částečně koncipováno jako policejní spis, který obsahuje nashromážděné fyzické důkazy (v Případu Roberta Prentice roztrhaná fotografie, poštovní známka, útržek lístku na vlak,...), novinové články, svědecké výpovědi, dopisy aktérů apod. Ty slouží jako indicie pro čtenáře, který se tak může aktivně zapojit do role vyšetřovatele. Pokud postupuje metodicky, dobere se správného řešení a určí hlavního podezřelého. Své zjištění si může ověřit v páskou zalepených částech na konci knihy. Zalepené části obsahují tři otázky: 
1. Kdo má být zatčen za vraždu Roberta Prentice?
2. Na základě nového průkazného materiálu, kdo skutečně vraždu spáchal?
3. Po usvědčení vraha, jaký měl motiv ke svému zvláštnímu jednání?

Výsledkem je de facto „multimediální“ zábava, spojení četby fiktivního díla s hrou.

## Seznam příloh v knize
V českém vydání, vydavatel Rudolf Kmoch, Praha 1939
- dopis Cicely Prenticeové z 15. prosince 1936 americkému kriminalistovi Johnu Miltonu Hallowsovi (v angličtině i českém překladu)
- fotografie manželů Prenticeových v den jejich sňatku v roce 1924
- fotografie Alana Seagrava
- nepoužitý útržek zpátečního lístku na vlak společnosti Southern Railways pro jízdu mezi Lewesem a Hazeldenem z 11. září 1936
- francouzská poštovní známka nalezená v hale vilky Whitedown
- fotografie slečny Suzanne L'Estrangeové
- fotografie předmětů z kapes zemřelého
- fotografie těla zemřelého, jak bylo nalezeno policií v kuchyni vilky Whitedown odpoledne 12. září 1936, kdy byl již několik hodin po smrti
- fotografie protilehlého kouta kuchyně vilky Whitedown pořízená policií dne 12. září 1936
- fotografie ložnice vilky Whitedown pořízená policií dne 12. září 1936
- dopis Roberta Prentice Suzanne L'Estrangeové ze dne 11. září 1936 nalezený v hale vilky Whitedown (v angličtině i českém překladu)
- roztrhaná lechtivá fotografie nalezená v plechovce na smetí v kuchyni vilky Whitedown
- dopis Suzanne L'Estrangeové Robertu Prenticeovi z 27. prosince 1935 (v angličtině i českém překladu)
- dopis Suzanne L'Estrangeové Robertu Prenticeovi z 6. března 1936 (v angličtině i českém překladu)[pozn. 1]
- dopis Suzanne L'Estrangeové Robertu Prenticeovi z 9. září 1936 (v angličtině i českém překladu)
- psacím strojem napsaná nálepka z lahvičky od žaludečních tabletek